# Rede Fonte de Comunicação
A Rede Fonte de Comunicação é um complexo instalado em Goiânia - Goiás que reúne emissoras de rádio, TV e uma Editora e Produtora. É formado das seguintes emissoras: Rádio Aliança Notícias 1090 AM, Rádio Fonte FM (Web rádio), e Fonte TV (Canal 5 - Goiânia), e da Editora e Produtora Fonte da Vida, responsável pelas publicações da Igreja Fonte da Vida, de autoria do Apóstolo César Augusto, Bispa Rúbia de Sousa, Bispo Fábio Sousa, Bispo Paulo Sérgio entre outros autores, além de produzir os CDs e DVDs de mensagens bíblicas e de músicas do Ministério Fonte da Vida de Adoração. Pertence à Fundação Ministério Comunidade Cristã, instituição social de grande atuação em Goiânia e outros estados. Sua grade de programação é composta de programas jornalísticos, esportivos, culturais, infantis, religiosos entre outros. Passou por algumas adequações mudando seu nome para Rede Fonte e, em Setembro de 2011, estreou sua mais nova emissora, a Rádio Fonte em Salvador - Bahia na frequência 87,9 FM.

## Empresas integrantes do grupo
Rádio
- Rádio Aliança Notícias - AM 1090 - Goiânia
- Fonte FM - FM Web rádio - Goiânia

TV
- Fonte TV - Canal 5 - Goiânia

Impressos/editoras
- Editora Fonte da Vida